# Albert Reimann (Unternehmer)
Emil Albert Reimann (* 31. August 1898 in Ludwigshafen am Rhein; † 26. Mai 1984 in Heidelberg) war ein deutscher Chemie-Unternehmer; Nationalsozialist und während der Zeit des Nationalsozialismus ein prominenter Unterstützer der NSDAP.

## Biographie

### Leben
Albert Reimann junior entstammte der Unternehmerfamilie Reimann und ist Urenkel von Karl Ludwig Reimann. Sein Vater war der gleichnamige Chemiker und Nationalsozialist Albert Reimann senior, seine Mutter Emma Wilhelmine Elisabetha Andersen (1874–1962). Er hatte eine acht Jahre jüngere Schwester mit dem Namen Elisabeth Emma (kurz: Else). Reimann war Mitinhaber des Chemieunternehmens Joh. A. Benckiser GmbH in Ludwigshafen am Rhein. Noch vor dem Abitur hatte er sich 1915 als Kriegsfreiwilliger gemeldet und wurde nach dem Notabitur 1916 zu den Gelben Dragonern in Bruchsal eingezogen. Im Ersten Weltkrieg wurde er in Litauen eingesetzt und erhielt als Unteroffizier das Eiserne Kreuz II. Klasse. Er studierte wie der Vater Chemie in München und Heidelberg. Nach dem plötzlichen Tod seines ersten Doktorvaters erfolgte schließlich Anfang 1926 die Promotion bei Theodor Curtius zum Dr. phil. nat. in Heidelberg. Bereits 1921 wurde er persönlich haftender Mitgesellschafter der Offenen Handelsgesellschaft Joh. A. Benckiser. Als sein Onkel Arthur Reimann, drittältester Sohn von Karl Ludwig Reimann, 1923 aus der OHG ausschied, überließ der ihm seine Anteile. Lehr- und Wanderjahre in England und Frankreich folgten. 1927 wurde er Teilhaber, ab 1929 arbeitete er im Unternehmen, Mitte der 1930er Jahre übernahm er das Management bei Benckiser und führte eine Reihe von verfahrenstechnischen Innovationen ein, die zu verschiedenen Patenten führten. Reimann senior hatte wenig Zutrauen in die Arbeit seines Sohnes, weswegen er erst im November 1943 zum Betriebsführer ernannt wurde. Nach dem Tod des Vaters erbte er 1954 das gesamte Unternehmen.
Unter Albert Reimanns Ägide entwickelte sich das Familienunternehmen ab 1954 zur Firmengruppe. Mit der Änderung des Produktportfolios von Industriechemikalien zu Haushalts- und Industriereinigern und der Entwicklung oder dem Kauf von Marken wie dem Wasserenthärter Calgon (1956), Kukident (1962), das Maschinengeschirrspülmittel Calgonit (1964) und Quanto (1966) legte er den Grundstein für den Reichtum der Familie Reimann. Zudem brachte er weitere Marken wie Sagrotan auf den Markt. Nach 50-jähriger Tätigkeit im Familienunternehmen übergab Albert Reimann als Mehrheitsgesellschafter, Hauptgeschäftsführer sowie auch Repräsentant der fünften Generation des Unternehmens zum 1. September 1978 die Verantwortung seinem bisherigen Stellvertreter Martin Gruber (1930–2016).
In erster Ehe heiratete Reimann am 14. September 1935 Adelheid Clementine Pauline Alexandra Löwis of Menar (1907–2000), die Tochter von Karl Reinhold Max von Löwis of Menar und der NS-Frauenschaftsführerin im Kreis Böblingen Else von Löwis of Menar, eine enge Freundin seiner Schwester. Die Ehe wurde 1938 geschieden. Am 3. September 1938 heiratete er in Mannheim gegen den Willen der Eltern die langjährige Haushälterin in der Villa Reimann Paula Frey (1897–1983), ihrerseits NSDAP-Mitglied seit 1932. Die Ehe blieb kinderlos. Etwa 1941 bewarb sich die damals 19-jährige Emilie Landecker (1922–2017) bei der Firma und wurde als Stenotypistin und später als Sekretärin eingestellt. 1942 wurde deren Vater Albert Landecker von Nazis verschleppt, im Ghetto Izbica interniert und in einem Konzentrationslager umgebracht. Reimann verliebte sich in die junge Frau und hatte mit ihr eine außereheliche Beziehung. 1951 kam das erste von drei Kindern, Renate Reimann-Haas, der katholisch getauften Emilie Landecker und Albert Reimann zur Welt; Wolfgang Reimann wurde 1952 und Andrea Reimann-Ciardelli 1956 geboren. Im Februar 1965 adoptierte er diese drei Kinder. Die vier Kinder der Linie Reimann-Dubbers (Günter Reimann-Dubbers, Volker Reimann-Dubbers, Hans Gerhard Reimann-Dubbers und Hedwig-Else Dürr, geborene Reimann-Dubbers) adoptierte Albert Reimann im Juli 1958 von seiner Schwester Else, zwei weitere Kinder (Stefan Reimann-Andersen und Matthias Reimann-Andersen) adoptierte er im März 1967 von seinem Cousin Otto Andersen.
Als 1944 sein Wohnhaus in Ludwigshafen infolge Kriegseinwirkung zerstört wurde, zog er nach Heidelberg, wo er fortan lebte. Albert Reimann junior wurde am 1. Juni 1984 auf dem Bergfriedhof Heidelberg zur letzten Ruhe gebettet.

### Das Erbe
Zeitlebens verschwieg Reimann seinen Kindern, dass er Mitinhaber von Benckiser war. Die Kinder hielten den Vater für einen Angestellten des Konzerns. Nach seinem Tod 1984 wurde jedem der neun Kinder der gleiche Erbanteil an der Joh. A. Benckiser GmbH zugesprochen. Die vier Kinder der Linie Reimann-Dubbers (Günter Reimann-Dubbers, Volker Reimann-Dubbers, Hans Gerhard Reimann-Dubbers und Hedwig-Else Dürr, geborene Reimann-Dubbers) ließen sich im Jahre 1997 ihre Anteile auszahlen, um eigene Wege zu gehen. Auch Andrea Reimann-Ciardelli, eine Biologin, ließ sich ausbezahlen und lebt heute in den USA.
An der Joh. A. Benckiser GmbH, seit 2012 JAB Holding mit Sitz in Luxemburg, blieben die Geschwister Renate Reimann-Haas und Wolfgang Reimann sowie deren Adoptivgeschwister Matthias Reimann-Andersen und Stefan Reimann-Andersen beteiligt. Heute liegt der Anteil bei rund 90 Prozent.

### Nationalsozialistisches Engagement
Vater und Sohn waren überzeugte Nationalsozialisten, Profiteure des Regimes und antisemitisch in ihrer Grundhaltung. Erstmalig hörte Reimann 1923 in München von der NSDAP anlässlich einer Hitlerrede. In England kam er dann nach eigenen Aussagen mit Büchern zur Rassenlehre in Kontakt. Seit Oktober 1931 gehörte er dem NSKK bzw. dem SA-Motorsturm an. Zum 1. Februar 1932 trat Reimann junior in die NSDAP ein (Mitgliedsnummer 836.669). Ab 1933 war er NSDAP-Stadtrat in Ludwigshafen und gehörte dort dem Finanz- und Wirtschaftsausschuss, dem Revisionsausschuss, Wohlfahrtsausschuss und Sparkassenausschuss an. Zu Hitlers Machtübernahme 1933 stellte sich das damals mittelständische Unternehmen als NS-Musterbetrieb auf. Im Juli 1937 schrieb er an die Schriftleitung des Schwarzen Korps „Wir sind ein über hundertjähriges, rein arisches Familienunternehmen. Die Inhaber sind unbedingte Anhänger der Rassenlehre.“ Während der Nazi-Zeit expandierte die Firma infolge zahlreicher Innovationen (wie Calgon, Joha, Citretten, Fibrisol, Dulgon, Pinguin) aufs Dreifache. Im Unternehmen arbeitete eine hohe Zahl von Zwangsarbeitern, 1943 waren es 175. Reimann war bekannt für seine brutale Behandlung dieser Menschen. Seinen Kindern erzählte er später, „die Zwangsarbeiter hätten den Betrieb geliebt und Tränen vergossen, als der Krieg zu Ende war und sie gehen mussten“. Auch die Belegschaft führte er mit harter Hand. Nach dem Zweiten Weltkrieg stellte er sich als Opfer der Nazis dar, verblieb von Juli 1945 bis März 1946 im Interniertenlager für NS-belastete Personen in Württemberg-Baden in Kornwestheim und wurde in seiner Entnazifizierung zunächst als Belasteter der Gruppe II und im Mai 1948, auch dank sogenannter Persilscheine und dank einer guten Strategie des Sich-arm-Rechnens, um den Vorwurf der NS-Nutznießerschaft zu entkräften, in die Gruppe IV (Mitläufer) eingestuft. Auf der Liste seiner Entlastungszeugen standen 29 Namen. Die Summe von 2000 RM musste er an einen Wiedergutmachungsfonds leisten. Reimanns Frau Paula wurde bereits im November 1947 in die Gruppe II als Belastete eingestuft. Das Urteil wurde im April 1948 in einem Berufungsverfahren jedoch revidiert und sie wurde auch in die Gruppe der Mitläufer eingestuft. Die chemische Fabrik war bis zum 30. Juni 1950 unter amerikanische Zwangsverwaltung gestellt, so dass Vater und Sohn Reimann das Werk bis Juli 1950 nicht mehr betreten durften.
Die Aufarbeitung der nationalsozialistischen Geschichte von Unternehmen und Person fand erst sehr spät, nämlich ab 2016 statt. Im Nachkriegsdeutschland war Reimann dagegen von der Bundesrepublik mit dem Großen Verdienstkreuz ausgezeichnet worden. Erste Veröffentlichungen zu seiner Vergangenheit erschienen 2019, was dem Konzern und den Reimann-Nachfahren Kritik einbrachte und zur Gründung der Alfred Landecker Foundation führte.
Der Vertraute der Familie und Chef der JAB Holding, Peter Harf, äußerte sich 2019: „Reimann senior und Reimann junior waren schuldig. Die beiden Unternehmer haben sich vergangen, sie gehörten eigentlich ins Gefängnis.“

### Ehrungen
- 1963: Großes Bundesverdienstkreuz[25]
- 1973: Großes Bundesverdienstkreuz mit Stern[26]
- 1978: Ernennung zum Ehrenmitglied des Ludwigshafener Ruderverein von 1878 (Reimanns Großvater, der aus einer Altonaer Seemannsfamilie stammende Conrad Christian Andersen war dessen Gründungsvorsitzender)[27]
- 1978: Benennung der Dr.-Albert-Reimann-Straße in Ladenburg-Altwasser.[28] 2019 stellte der Historiker Paul Erker – beauftragt durch die Familie Reimann – nationalsozialistische Verbrechen Reimanns fest, weswegen durch die Stadt Ladenburg im März 2022 die Straßenbenennung wieder rückgängig gemacht wurde.[29]